# Albrecht Kossel
Albrecht Kossel tên đầy đủ là Ludwig Karl Martin Leonhard Albrecht Kossel (16.9.1853 – 5.7.1927) là một bác sĩ người Đức, đã đoạt giải Nobel Sinh lý và Y khoa năm 1910.

## Tiểu sử
Kossel sinh tại Rostock, con của tổng lãnh sự Phổ Albrecht Kossel và vợ là Clara. Năm 1872, Kossel học y học tại trường Đại học Strasbourg, nơi ông được Anton de Bary, Waldeyer, Kundt, Baeyer và Felix Hoppe-Seyler tới giảng bài. Kossel tốt nghiệp từ trường Đại học Rostock năm 1878.
Ông đã có nhiều công trình nghiên cứu có giá trị về sinh học tế bào, đặc biệt là các protein và các axít nucleic. Ông histidine (năm 1896), axít thymic và agmatine (năm 1910). Ông còn phát hiện ra histôn là loại prôtêin ở nhiễm sắc thể. Năm 1910 ông được trao tặng giải Nobel Sinh lý và Y khoa cho các cống hiến của mình.
Lãnh vực nghiên cứu của Kossel là hóa sinh, đặc biệt là hóa học của các mô (biological tissue) và tế bào. Ông bắt đầu nghiên cứu kết cấu của nhân tế bào vào cuối năm 1880; trong thập niên 1890 ông bắt đầu nghiên cứu các protein, các thay đổi trong protein khi biến đổi thành peptide, các tác dụng của phenetol trong nước tiểu, các thành phần peptide của các tế bào. Năm 1896 ông khám phá ra histidine, khi tiến hành phương pháp cổ điển để tách định lượng hexone bases. Với người học sinh Anh ưu tú Henry Drysdale Dakin, ông nghiên cứu arginase, loại men thủy phân arginine thành urê và ornithine. Sau đó ông khám phá ra agmatine trong bọc trứng của cá trích và nghĩ ra phương pháp để điều chế chất này.
Một trong các học trò của Kossel là nhà hóa sinh người Mỹ Edwin B. Hart, người sau này đã trở lại Hoa Kỳ để tham gia vào "Single-grain experiment" (Thí nghiệm đơn hạt) và là thành viên của đội nghiên cứu đã xác định được các nguyên nhân dinh dưỡng của chứng thiếu máu (anemia) và bướu giáp.
Kossel có một con gái và một con trai, Walther (1888-1956), giáo sư lỗi lạc khoa Vật lý Lý thuyết tại Viện Công nghệ học Danzig (1932-1945).

## Các tác phẩm chọn lọc
- Untersuchungen über die Nukleine und ihre Spaltungsprodukte ("Investigations into the nucleins and their cleavage products", 1881)
- Die Gewebe des menschlichen Körpers und ihre mikroskopische Untersuchung ("The tissues in the human body and their microscopic investigation", 1889-1891)
- Leitfaden für medizinisch-chemische Kurse ("Textbook for medical-chemical courses", 1888)
- Die Probleme der Biochemie ("The problems of biochemistry", 1908
- Die Beziehungen der Chemie zur Physiologie ("The relationships between chemistry and physiology", 1913)